# 록스타 샌디에이고
록스타 샌디에이고(Rockstar San Diego, 구 엔젤 스튜디오(Angel Studios))는 미국 캘리포니아주 칼즈배드에 위치한 록스타 게임즈 산하의 게임 개발 스튜디오이다. 구 에인절 스튜디오는 2002년 12월에 테이크투 인터랙티브에 인수되어 록스타 샌디에이고라는 스튜디오가 되었다. 이 스튜디오에서 오픈 월드 레이싱 게임인, 미드타운 매드니스와 미드나이트 클럽, 레드 데드 시리즈 등의 게임들을 만들었다. 이 스튜디오의 자회사로 그랜드 테프트 오토 IV를 포함한 거의 모든 록스타 게임즈에 사용되는 록스타 고급 게임 엔진을 개발한 RAGE 테크놀로지 그룹이 있다.

## 게임

### 에인절 스튜디오 시절
| 년도 | 게임                                         |
| ---- | -------------------------------------------- |
| 1998 | 메이저 리그 베이스볼 퓨쳐링 켄 그리피 쥬니어 |
| 1998 | 버츄어 정글 크루즈 - 디즈니퀘스트            |
| 1999 | 바이오하자드 2                               |
| 1999 | 켄 그리피 쥬니어즈 슬러그페스트              |
| 1999 | 미드타운 매드니스                            |
| 1999 | 세베지 퀘스트                                |
| 1999 | 파이렛츠 - 게임웍스                          |
| 2000 | 미드타운 매드니스 2                          |
| 2000 | 미드나이트클럽: 스트리트 레이싱              |
| 2000 | 스머글러즈 런                                |
| 2001 | 스머글러즈 런 2: 호스타일 테레토리           |
| 2001 | 테스트 드라이브 오프-로드 와이드 오픈        |
| 2001 | 트랜스월드 서프: 넥스트 웨이브               |
| 2002 | 스머글러즈 런: 월존스                        |

### 록스타 샌디에이고 이후
| 년도 | 게임                                                        |
| ---- | ----------------------------------------------------------- |
| 2003 | 스파이헌터 2                                                |
| 2003 | 미드나이트 클럽 2                                           |
| 2004 | 레드 데드 리볼버                                            |
| 2005 | 미드나이트 클럽 3: DUB 에디션 (록스타 리즈 공동 개발)       |
| 2006 | 미드나이트 클럽 3: DUB 에디션 리믹스                        |
| 2006 | 록스타 게임즈 기획 테이블 테니스                            |
| 2008 | 미드나이트 클럽: 로스 엔젤레스                              |
| 2008 | 미드나이트 클럽: L.A. 리믹스 (록스타 리즈 공동 개발)        |
| 2009 | 미드나이트 클럽: L.A. 컴플리트 에디션                       |
| 2010 | 레드 데드 리뎀션 (록스타 노스 공동 개발)                    |
| 2010 | 레드 데드 리뎀션: 언데드 나이트메어 (록스타 노스 공동 개발) |